# Cala Mitjana (Menorca)
Cala Mitjana (ca: Mittlere Bucht) bezeichnet eine kleinere aber sehr bekannte Bucht (Cala) auf Menorcas Südwestseite. Die kleine Bucht ist naturbelassen und trotz des 20-minütigen Fußweges zum nächsten Parkplatz wegen ihrer idyllischen Lage in pinienbestandener Umgebung in den Sommermonaten stark frequentiert.
Die Zufahrt zu einem näher am Strand gelegenen älteren Parkplatz ist mittlerweile nicht mehr möglich, sondern es muss ein Parkplatz an der Landstraße PM-714 genutzt werden.